# فکت شیت
فکت شیت یا گزاره‌برگ (انگلیسی: Fact sheet) ارائه‌ای از داده‌ها در قالبی است که نکات کلیدی در آن برجسته شده باشد. نوشتار تک‌برگ چارچوب استانداردی دارد مانند داشتن سرفصل، بیان نکات با جداکننده‌های توپی یا نقطه‌ای و استفاده از جدول. تک‌برگ معمولاً در یک صفحه خلاصه می‌شود.
تک‌برگ معمولاً دربردارندهٔ اطلاعات محصول، فهرست‌ها، آمار، پاسخ به پرسش‌های معمول، موارد آموزشی و توصیه‌های مربوط به چگونگی انجام کار است. همچنین گاهی تک‌برگ خلاصهٔ یک سند یا مدرک بلندتر است.